# San Domenico (Faenza)
San Domenico ist eine Kirche in der Stadt Faenza in der Emilia-Romagna.

## Geschichte und Beschreibung
Die Dominikanerbrüder kamen fast zeitgleich mit den Franziskanern nach Faenza. Acht Jahre später erhielten sie von der Gemeinde ein mit Weinreben bepflanztes Grundstück (in loco vinearum), auf dem sie ihre erste Kirche und ihr erstes Kloster errichteten, das sie dem heiligen Andreas widmeten und das in vineis oder inter vineas genannt wurde.
Bedeutende Kunstwerke sind die im 16. Jahrhundert ausgeführten Arbeiten, von denen der Kreuzgang und die schöne zentrale Zisterne von Pater Domenico Paganelli erhalten geblieben sind.
Die Kirche wurde, mit Ausnahme des Chores, zwischen 1761 und 1765 nach einem Entwurf von Francesco Tadolini aus Bologna vollständig umgebaut, der Bau wurde von Baumeister Gioacchino Tomba beaufsichtigt, dem Vater des Architekten Pietro Tomba.
Nach der Restauration konnte im Jahr 1819 die dominikanische Gemeinschaft erneuert werden, weil der Bischof die Kirche an die Dominikaner zurückgegeben hatte. Am 22. Mai 1842 weihte Bischof Giovanni Benedetto Folicaldi die Kirche zu Ehren des heiligen Andreas und den Altar der Seligen Jungfrau vom Rosenkranz ein. Am 11. April 1843 gewährte der Bischof die Eröffnung einer mit der Kirche in Verbindung stehenden Kapelle für die Verehrung des Gekreuzigten.
Im Jahr 2008 verzichteten die Dominikaner nach jahrhundertelanger Tätigkeit auf das Eigentum an der Kirche und der angegliederten Pfarrei, welche damit in die Hände der Kurie übergegangen ist.

## Innen
Der Hochaltar der Kirche San Domenico wurde 1766 nach einem Plan von Francesco Tadolini errichtet und die Marmorarbeiten von Giovanni Toschini ausgeführt.
Der Chor ähnelt, mit korinthischen Kolonnaden und den von Domenico Paganelli geschnitzten Holzbänken aus dem 16. Jahrhundert, dem der Basilika Santissimo Redentore in Venedig.